# Мир Винкс
«Мир Винкс» (англ. World of Winx) — итальянский мультсериал производства Rainbow S.r.l. в сотрудничестве с Rai Fiction при поддержке Netflix, созданный режиссёром Иджинио Страффи и задуманный как спин-офф популярного мультсериала «Клуб Винкс». Премьера состоялась 4 ноября 2016 года на Netflix и 28 января 2017 года на итальянском канале Rai Gulp. По сюжету Винкс отправляются на Землю в поисках одарённых детей, чтобы помочь им раскрыть свои таланты, но оказываются вовлечены в приключение, связанное с противостоянием между сказочными персонажами из мира снов. По мотивам сериала издан ряд книг и кукол, а также прошёл тематический морской круиз.
Создатели решили, что спин-офф будет ориентирован на более взрослую аудиторию, чем оригинальный сериал, и добавили в него элементы триллера. Согласно итальянской прессе, шоу талантов в мультсериале основано на реальном шоу X Factor, а образ его ведущего основан на внешности Моргана — члена жюри его итальянской версии. В обзоре от BSCKids сериал получил хороший отзыв и сравнивается с ранними сезонами «Клуба Винкс» по духу и проработке персонажей, в то время как на Common Sense Media сюжет описан как слабый, а персонажи как поверхностные и одержимые модой.

## Мир сериала
Главные героини спин-оффа — Блум, Стелла, Флора, Муза, Текна и Лейла. Те же самые героини имеют главную роль в мультсериале «Клуб Винкс». Его сюжет повествует о команде юных фей, называющих себя Винкс и борющихся со злом в мире волшебства. В «Мире Винкс» помимо шести главных героинь франшизы появляется несколько новых героев: Динь-Динь — королева мира снов и похититель талантов; Джим — капитан, работавший на Динь-Динь, но позже решивший стать новым королём мира снов; Эйс — ведущий шоу WoW; Лорелей — замена Блум в реалити-шоу; члены жюри шоу; талантливые дети, которые участвуют в шоу; полицейские, расследующие исчезновение детей, и другие.
Вымышленная вселенная «Клуба Винкс» состоит из нескольких измерений, главным из которых является Магикс — волшебный мир, закрытый от обычных людей и населённый феями, ведьмами, пикси, ограми, троллями, монстрами и другими существами. Тем не менее, действие спин-оффа разворачивается не там, а на Земле и в мире снов, который находится на острове Нетландия. Концепция волшебства фей, как и в оригинальном сериале, здесь представлена в виде волшебных трансформаций, которые феи получают, выполнив определённые действия. Трансформации увеличивают их силы и в некоторых случаях позволяют пользоваться магией в конкретной среде. По ходу спин-оффа героини заработали две новые трансформации:
- Дримикс (итал. Dreamix) — трансформация, которую Винкс получили, когда впервые вошли в мир снов[6]. Частичную силу Дримикса они получили ещё раньше, за исполнение мечты Аннабелль. Она позволяла Винкс чувствовать, кто из одарённых детей находился под угрозой похищения[7].
- Онирикс (итал. Onyrix) — трансформация, которая является эволюцией Дримикса и была дана Винкс лесным духом для спасения мира снов[8].

## Сюжет
Винкс отправляются на Землю в поисках талантливых детей, чтобы помочь им развить волшебство своих талантов. Для этого они создают реалити-шоу под названием WoW и работают в нём судьями, скрывая свои настоящие личности. Во время своей миссии девушки сталкиваются с неизвестным преступником, который похищает талантливых детей, и пытаются его найти. Они приглашают на шоу талантливую певицу Аннабелль, и её мечта выступить на сцене становится реальностью. К Винкс приходит видение трансформации Дримикс, и им открывается сила чувствовать талантливых детей, находящихся в опасности. Когда Аннабелль исчезает, Винкс узнают, что похищенных детей держат в мире снов. Блум регулярно путешествует в этот мир, чтобы разгадать тайну исчезновения талантов. Там она знакомится с юношей по имени Джим, и Блум поначалу подозревает его в похищении детей, но он объясняет, что пытался помешать настоящему похитителю — королеве Динь-Динь, на которую он работал. Блум попадает в ловушку Динь-Динь, и Винкс отправляются ей на помощь, но не могут справиться с королевой. На помощь приходит Джим и освобождает одарённых детей, после чего королева сбегает, а Джим занимает место Динь-Динь на троне. Выясняется, что настоящее имя Джима — капитан Джеймс Крюк, и королева однажды вернула ему молодость.
Винкс становятся поп-звёздами и устраивают мировое турне. После одного из концертов к девушкам обращается таинственный голос мира снов и объясняет им, что королева стала злой из-за того, что потеряла своего друга Питера Пэна. Лесной дух из мира снов даёт им новую силу Онирикс для того, чтобы они спасли мир снов от опасности. Тогда Винкс разыскивают подругу Питера по имени Венди Дарлинг, которая держит приют для сирот в Лондоне, и читают прощальное письмо Питера к Венди, в котором он просит её ухаживать за своим сыном Мэттом Барри. Винкс разделяются на две группы, одна из которых исследует мир снов, а другая ищет Мэтта на Земле. Когда Винкс находят Мэтта, Джим предаёт их, желая и дальше править миром снов, но Мэтт его побеждает, и тот падает в портал мира кошмаров. Динь-Динь снова становится доброй, и миру снов больше ничего не грозит. Музыкальный критик мисс Злобия раскрывает людям истинные личности Винкс, и Блум через видение узнаёт, что на самом деле Злобия — Баба-Яга и хочет захватить мир.

## Роли озвучивали
|        | Италия            | США               |
| ------ | ----------------- | ----------------- |
| Блум   | Летиция Чампа     | Хэвен Паскалл     |
| Стелла | Перла Либератори  | Ребекка Солер     |
| Флора  | Илария Латини     | Эйлин Стивенс     |
| Муза   | Джемма Донати     | Кейт Бристоль     |
| Текна  | Домитилла Д’Амико | Саскиа Морлевелль |
| Лейла  | Лаура Ленги       | Алиша Деслорье    |

## Анонс и особенности сериала
В сентябре 2014 года из пресс-релиза Rainbow стало известно о том, что Netflix заказал у студии два 13-серийных сезона спин-оффа к мультсериалу «Клуб Винкс», чтобы плотнее заполнить нишу детских сериалов в своём сервисе. На время анонса проект носил техническое название Winx Club WOW: World of Winx. Заказав у Rainbow оригинальный сериал, потоковый сервис расширил своё сотрудничество с итальянской компанией, которое уже включало права на стриминг мультсериала «Клуб Винкс» и других сериалов Rainbow во всех странах, где представлен Netflix. Сюжетная линия спин-оффа повествует о том, как героини «Клуба Винкс» отправляются на тайную миссию на Земле, где под прикрытием разыскивают детей, имеющих таланты в различных областях, которые создатели позиционируют как особый вид волшебства. За несколько месяцев до премьеры Rainbow осветили спин-офф на Licensing Expo 2016 вместе с двумя другими своими сериалами: «Королевская академия» и «Мэгги и Бьянка в Академии Моды». Во время презентации создатели разгласили дополнительные подробности сюжета, в частности, что Винкс придётся столкнуться с загадочным похитителем талантов. По словам Кристианы Буццелли из Rainbow, создатели нацеливали этот мультсериал на более взрослую аудиторию, включив в него элементы триллера и шпионской истории. Итальянские киноресурсы проводят параллель между сеттингом сериала и популярными конкурсами талантов наподобие X Factor, American Idol и «У Италии есть талант», а ведущего шоу WoW Эйса сравнивают с Морганом из итальянского жюри X Factor.

## Критика и отзывы
Элла Андерс с американского ресурса BSCKids, посвящённого детским сериалам, высоко оценила новый спин-офф и считает, что он вернулся к истокам первых четырёх сезонов оригинального сериала «Клуб Винкс», где каждый момент наполнен смыслом, а сюжет интересный и хорошо связанный. Она отмечает, что в мультсериале присутствует добротный юмор, а героини используют свои силы разумно и креативно. Кроме того, автор рецензии выделяет проработку персонажей и их возвращение к своим исконным характерам: Блум способна сама за себя постоять, Флора привычно стеснительная, а Лейла прямолинейная и может задать жару. Элла противопоставляет спин-офф предшествующим трём сезонам «Клуба Винкс», в которых, по её мнению, был плохой сценарий, слишком много филлеров и мелодрамы, а также плохое развитие персонажей.
Эмили Эшби с американского сайта Common Sense Media с одной стороны отмечает разнообразие характеров персонажей и их сплочённость, а с другой стороны традиционно для данного ресурса выражает «глубокую озабоченность» рисовкой персонажей, которые, как пишет Эмили, «поверхностны и одержимы внешним видом», и самим своим видом демонстрируют маленьким девочкам биологически невозможный телесный образ. Рецензент отмечает, что мультсериал понравится поклонникам «Клуба Винкс», но не представляет интереса для тех, кто впервые знакомится с франшизой. Из достоинств сериала отмечается то, как Винкс поощряют детей использовать свои таланты, но сюжет автор рецензии описывает как «монотонный» и угасающий после небольшой первоначальной интриги.

## Премьера и влияние
Несмотря на то, что изначально планировалось запустить сериал в начале 2016 года, в итоге первый сезон дебютировал на стриминговом сервисе Netflix 4 ноября 2016 года. В декабре 2016 года, незадолго до премьеры на итальянском телевидении, мультсериал «Мир Винкс» демонстрировался на кинофестивале Roma Fiction Fest, и создатели устроили для поклонников франшизы музыкальное представление с живыми актёрами, одетыми на манер трансформации Дримикс из сериала. Премьерный показ первого сезона в Италии прошёл с 28 января по 7 февраля 2017 года на канале Rai Gulp. В дальнейшем права на показ мультсериала приобрели греческий Nickelodeon, израильский TV Zoom и российский телеканал «Карусель». Премьера «Мира Винкс» на канале «Карусель» в России состоялась 16 мая 2017 года. Второй сезон появился на Netflix 16 июня и стартовал на итальянском Rai Gulp 18 июня 2017 года.
Первый сезон «Мира Винкс» вышел в Италии на DVD 14 сентября 2017 года. В феврале 2017 была представлена серия фирменных кукол Witty Toys, посвящённая превращению Дримикс. Компания MSC Cruises в сентябре 2017 года запустила тематический круиз, посвящённый «Миру Винкс».

## Комментарии
1. ↑  Персонажи франшизы получили идентичные отзывы в рецензиях Common Sense Media на все произведения во вселенной Винкс.
2. ↑  В оригинальном итальянском сериале Лейлу зовут Аиша (итал. Aisha), но во многих локализациях её имя было изменено на Лейла (англ. Layla).
3. ↑  В оригинале — итал. Isola che non c'e — Остров, которого нет.
4. ↑  В оригинале — итал. Campanellino — Колокольчик.
5. ↑  MoviePlayer, TVzap.
6. ↑  Имеются в виду сезоны 5—7.